# Heinrich Straube
Heinrich Straube (* 2. Januar 1794 in Kassel; † 31. Dezember 1847 ebenda) war ein deutscher Schriftsteller und Jurist.

## Leben

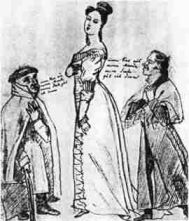
Karikatur Droste-Hülshoff „betextet“ von Straube (links) und v. Arnswaldt (rechts), gezeichnet von Ludwig Grimm (1820)

Straube konnte trotz seiner Mittellosigkeit nach dem Konkurs des Vaters mit finanzieller Unterstützung vor allem durch August von Haxthausen in Göttingen Literaturwissenschaft studieren.
Als Mitglied der „Poetischen Schusterinnung an der Leine“, eines studentischen Dichterkreises, und durch den Bökendorfer Kreis lernte er zahlreiche Schriftsteller- und Studienfreunde kennen. Neben Haxthausen noch dessen Bruder Werner sowie Franz Ludwig von Hornthal, August von Arnswaldt, Georg Friedrich Benecke, Carl August Heinrich Zwicker, Ludwig Hassenpflug, Rudolf Christiani, die Brüder Grimm und andere. Zusammen mit Hornthal gab er die Wünschelruthe heraus, laut Untertitel Ein Zeitblatt, das zweimal wöchentlich erschien; allerdings nur ein halbes Jahr lang.
Über die Haxthausens wurde Straube auf Schloss Bökerhof auch mit deren Stief-Nichte Annette von Droste-Hülshoff bekannt. Zwischen beiden entspann sich eine enge Beziehung, die von den Haxthausens wegen der Standes- und Konfessionsunterschiede nicht gern gesehen wurde. Es wird berichtet, dass Arnswaldt, durch seine spätere Frau Anna, geb. Freiin v. Haxthausen, und ihren Bruder August angetrieben, Annette durch eigene Avancen auf ihre Treue zu Straube „testete“ und, als sie ihn nicht gleich zurückwies, beide durch einen verletzend formulierten Brief das Ende von deren Freundschaft herbeiführten.
Darauf widmete sich Straube ganz dem Jurastudium – woran auch die Freundschaft mit dem im Herbst 1820 in Göttingen eingetroffenen Heinrich Heine nichts änderte – und schloss es 1821 in Göttingen mit dem Doktorgrad ab. Er übernahm 1822 die Praxis eines Advokaten im Oberlandesgericht Kassel und heiratete 1823 Johanna Marie Regenbogen. 1832 wurde Straube Staatsanwalt für die Provinz Niederhessen. 1841 war er Regierungsrat an der Oberbaudirektion und wurde 1842 Oberappellationsgerichtsrat. Er starb am 31. Dezember 1847 in Kassel.

## Werke
Gedichte von Straube sind veröffentlicht in: Joseph Gotthardt: Neues über Annette von Droste-Hülshoff und ihren Freundeskreis. In: Westfälisches Magazin. N.F., 3, 1912.

## Herausgeberschaft
- mit Johann Peter von Hornthal: Wünschelruthe. Vandenhoeck & Ruprecht, Göttingen 1818, darin von Straube:
  - Erzählung
  - Der Becher (Gedicht)
  - Lied („Auf der Wies’ ein Weilchen weilet“)

## Rezeption
- Heinrich Heine: An H. S. Nachdem ich seine Zeitschrift für Erweckung altdeutscher Kunst durchlesen. ‘Wie ich dein Büchlein hastig aufgeschlagen‘. In: Buch der Lieder. 1827, S. 94.
- Heinrich Heine: Romanzen, XX Wahrhaftig ‘Wenn der Frühling kommt mit dem Sonnenschein‘. In: Gedichte. 1822, S. 127 (Ursprünglich unter dem Titel An Str.)

## Sekundärliteratur
- Ernst Elster: Heine und Straube. Ein Gedenkblatt zum 17. Februar 1906. In: Deutsche Rundschau. Band 126, 1906, S. 205–213, 205 – Internet Archive